# Savonnières
Savonnières és un municipi francès, situat al departament de l'Indre i Loira i a la regió de Centre – Vall del Loira. L'any 2007 tenia 2.970 habitants.

## Demografia

### Població
El 2007 la població de fet de Savonnières era de 2.970 persones. Hi havia 1.086 famílies, de les quals 162 eren unipersonals (71 homes vivint sols i 91 dones vivint soles), 389 parelles sense fills, 480 parelles amb fills i 55 famílies monoparentals amb fills.
La població ha evolucionat segons el següent gràfic:
Habitants censats

### Habitatges
El 2007 hi havia 1.185 habitatges, 1.098 eren l'habitatge principal de la família, 34 eren segones residències i 52 estaven desocupats. 1.135 eren cases i 45 eren apartaments. Dels 1.098 habitatges principals, 929 estaven ocupats pels seus propietaris, 157 estaven llogats i ocupats pels llogaters i 12 estaven cedits a títol gratuït; 8 tenien una cambra, 42 en tenien dues, 133 en tenien tres, 233 en tenien quatre i 682 en tenien cinc o més. 874 habitatges disposaven pel capbaix d'una plaça de pàrquing. A 342 habitatges hi havia un automòbil i a 715 n'hi havia dos o més.

### Piràmide de població
La piràmide de població per edats i sexe el 2009 era:
| Homes | Edats   | Dones |
| ----- | ------- | ----- |
| 0     | 95 o +  | 0     |
| 4     | 90 a 94 | 4     |
| 0     | 85 a 89 | 4     |
| 8     | 80 a 84 | 12    |
| 44    | 75 a 79 | 52    |
| 44    | 70 a 74 | 44    |
| 52    | 65 a 69 | 48    |
| 52    | 60 a 64 | 52    |
| 84    | 55 a 59 | 68    |
| 96    | 50 a 54 | 100   |
| 72    | 45 a 49 | 132   |
| 120   | 40 a 44 | 60    |
| 128   | 35 a 39 | 144   |
| 84    | 30 a 34 | 108   |
| 96    | 25 a 29 | 72    |
| 32    | 20 a 24 | 40    |
| 96    | 15 a 19 | 52    |
| 92    | 10 a 14 | 80    |
| 108   | 5 a 9   | 136   |
| 92    | 0 a 4   | 56    |

## Economia
El 2007 la població en edat de treballar era de 1.995 persones, 1.489 eren actives i 506 eren inactives. De les 1.489 persones actives 1.431 estaven ocupades (739 homes i 692 dones) i 57 estaven aturades (27 homes i 30 dones). De les 506 persones inactives 225 estaven jubilades, 188 estaven estudiant i 93 estaven classificades com a «altres inactius».

### Ingressos
El 2009 a Savonnières hi havia 1.116 unitats fiscals que integraven 3.087 persones, la mediana anual d'ingressos fiscals per persona era de 22.407 €.

### Activitats econòmiques
Dels 125 establiments que hi havia el 2007, 1 era d'una empresa extractiva, 2 d'empreses alimentàries, 3 d'empreses de fabricació de material elèctric, 4 d'empreses de fabricació d'altres productes industrials, 33 d'empreses de construcció, 25 d'empreses de comerç i reparació d'automòbils, 5 d'empreses de transport, 9 d'empreses d'hostatgeria i restauració, 5 d'empreses d'informació i comunicació, 4 d'empreses financeres, 4 d'empreses immobiliàries, 10 d'empreses de serveis, 13 d'entitats de l'administració pública i 7 d'empreses classificades com a «altres activitats de serveis».
Dels 38 establiments de servei als particulars que hi havia el 2009, 1 era una oficina de correu, 2 tallers de reparació d'automòbils i de material agrícola, 10 paletes, 6 guixaires pintors, 5 fusteries, 3 lampisteries, 3 electricistes, 1 empresa de construcció, 4 perruqueries, 2 restaurants i 1 agència immobiliària.
Dels 8 establiments comercials que hi havia el 2009, 1 era una gran superfície de material de bricolatge, 1 una botiga de més de 120 m², 2 fleques, 1 una fleca, 1 una sabateria, 1 una botiga de mobles i 1 una joieria.
L'any 2000 a Savonnières hi havia 22 explotacions agrícoles que ocupaven un total de 855 hectàrees.

## Equipaments sanitaris i escolars
L'únic equipament sanitari que hi havia el 2009 era una farmàcia.
El 2009 hi havia 1 escola maternal i 1 escola elemental.

## Poblacions més properes
El següent diagrama mostra les poblacions més properes.